# Maria Anzbach
Maria Anzbach è un comune austriaco di 3 290 abitanti nel distretto di Sankt Pölten-Land, in Bassa Austria; ha lo status di comune mercato (Marktgemeinde).